# Ягья, Ватаняр Саидович
Ватаня́р Саи́дович Я́гья (18 сентября 1938, Ленинград — 17 июня 2020) — российский государственный и политический деятель. Депутат Законодательного собрания Санкт-Петербурга I, II, III и IV созывов. Ответственный секретарь Председателя Законодательного Собрания Санкт-Петербурга V созыва В. С. Макарова. Член Учёного совета СПбГУ, заведующий кафедрой мировой политики факультета международных отношений Санкт-Петербургского государственного университета.

## Образование, учёные звания и степени
- Восточный факультет Ленинградского государственного университета им. А. А. Жданова (1963 год)
- Стажировался в Аддис-Абебском университете.
- Кандидат исторических наук (Тема диссертации: «Борьба Эфиопии за политическую независимость в 1941—1954 годах»)
- Доктор исторических наук (1975 год) (Тема диссертации: «Общественно-политическая эволюция Эфиопии в новейшее время, 1917—1974 гг»)
- Профессор (1979)

## Биография

### Научная и педагогическая деятельность
С 1967 по 1968 год — младший научный сотрудник кафедры экономики современного капитализма ЛГУ.
С 1968 по 1979 год — доцент, профессор кафедры экономической географии географического факультета Ленинградского государственного педагогического института им. А. И. Герцена.
С 1979 по 1987 — заведующий кафедрой экономической географии Ленинградского института советской торговли имени Ф. Энгельса, профессор кафедры отраслевых экономик того же института.
С 1987 по 1999 год — профессор кафедры африканистики восточного факультета ЛГУ.
С 1994 года — заведующий кафедрой мировой политики факультета международных отношений Санкт-Петербургского государственного университета.
С 1998 года — заслуженный деятель науки Российской Федерации.
С 2000 года — почетный профессор Санкт-Петербургского государственного университета.

### Политическая деятельность
В 1990 году избран депутатом Ленинградского городского совета народных депутатов.
В 1990 — 1991 годах — член президиума Совета и председатель комиссии по международным делам и внешнеэкономическим связям.
С 1991 по 1996 год — главный советник мэра Санкт-Петербурга.
С 1994 года — депутат Законодательного собрания Санкт-Петербурга I, II, III и IV созывов. Полномочный представитель Законодательного собрания Санкт-Петербурга по международным связям.
Член фракции «Единая Россия» в Законодательном собрании Санкт-Петербурга IV созыва.
На выборах в Законодательное собрание Санкт-Петербурга 5 созыва по 32 округу 4 декабря 2011 года проиграл, не попав в число депутатов ЗАКСа.
С 2012 года — ответственный секретарь Председателя Законодательного Собрания Санкт-Петербурга V созыва В. С. Макарова.

## Награды
- Орден «За заслуги перед Отечеством» IV степени (5 декабря 2014 года) — за большой вклад в развитие образования, науки, подготовку квалифицированных специалистов и многолетнюю плодотворную деятельность[3]
- Медаль ордена «За заслуги перед Отечеством» I степени (20 ноября 2008 года) — за заслуги в законотворческой деятельности и многолетнюю плодотворную работу[4]
- Медаль ордена «За заслуги перед Отечеством» II степени (22 января 2005 года) — за заслуги в научной и педагогической деятельности и большой вклад в подготовку высококвалифицированных специалистов[5]
- Медаль «В память 300-летия Санкт-Петербурга»
- Офицер ордена Заслуг перед Республикой Польша (30 августа 2013 года, Польша)[6][7]
- Заслуженный деятель науки Российской Федерации (31 мая 1998 года) — за заслуги в научной деятельности[8]
- Знак отличия «За заслуги перед Санкт-Петербургом»[9]
- Почётная грамота Совета Федерации Федерального Собрания Российской Федерации (2003)[10]
- Нагрудный знак «МИД России 200 лет»[11]
- Почётный профессор Санкт-Петербургского государственного университета (2000).

## Память
- Премия имени профессора Ватаняра Ягьи (утверждена 26 мая 2021 года Законодательным собранием Санкт-Петербурга)[12]

## Семья
Был женат, двое детей.

## Труды
Автор 10 монографий, более 280 научных и 150 публицистических работ.
- История Эфиопии в новое и новейшее время / Г. В. Цыпкин, В. С. Ягья; (АН СССР, Ин-т Африки, Ин-т всеобщ. истории). — М.: Наука, 1989.
- Природные ресурсы Африки: (По странам и континентам) / Ю. Н. Гладкий, В. С. Ягья. — М.: Знание, 1986.
- Территориальное развитие сферы обслуживания в СССР: Лекция / В. С. Ягья, Г. А. Лашова. — Л.: ЛИСТ, 1983.
- Торговля и общественное питание в системе агропромышленного комплекса СССР: Лекция / К. А. Шахнович, В. С. Ягья; Ленингр. ин-т сов. торговли. — Л.: ЛИСТ, 1985.